# 里普利堡鎮區 (明尼蘇達州克羅溫縣)
里普利堡鎮區（英語：Fort Ripley Township）是位於美國明尼蘇達州克羅溫縣的一個行政鎮區。

## 地方資料
里普利堡鎮區的面積為61.58平方千米，當中陸地面積為57.18平方千米，而水域面積為4.40平方千米。根據2020年美國人口普查的數據，當地共有人口1009人，而人口密度為每平方千米16.39人。